# Nazım Bakırcı
Nazım Bakırcı (Konya, 29 de maig de 1986) és un ciclista turc, professional des del 2012 i actualment a l'equip Torku Şekerspor. El 2013 es proclamà campió nacional en ruta.

## Palmarès
- 2011
  - 1r al Tour of Victory i vencedor d'una etapa
  - Vencedor d'una etapa al Tour d'Isparta
- 2013
  -  Campió de Turquia en ruta
- 2015
  - 1r al Tour d'Ankara i vencedor d'una etapa
- 2016
  - 1r al Tour de Mersin
- 2018
  - 1r al Tour de Mesopotàmia